# リュコメーデース
リュコメーデース（古希: Λυκομήδης, Lukomēdēs; Lukomếdês）は、ギリシア神話の人物である。トロイア戦争当時のドロプス人の王で、スキューロス島に王宮を構えていた。彼は、少年時代のアキレウスを女装させて彼の王宮に匿ったことと、彼に庇護を求めた晩年のテーセウスを害したことで知られる。
長母音を略してリュコメデスとも呼ばれる。

## 概説

### アキレウスを匿う

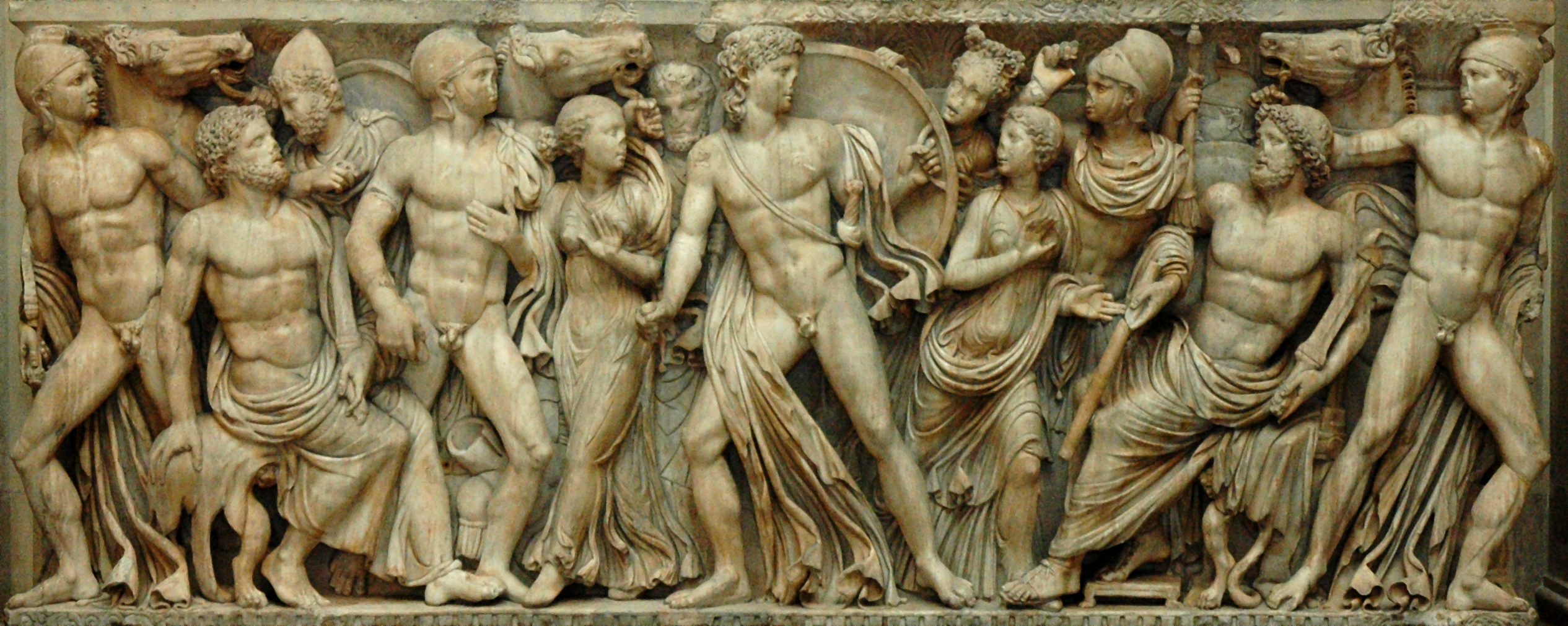
リュコメーデースの宮廷のアキレウス。ルーヴル美術館所蔵。

トロイア戦争の英雄アキレウスは、ペーレウスと海の女神テティスの子であるが、テティスはアキレウスがトロイア戦争に参加すれば、必ず若くして戦死する運命にあることを知っていた。アキレウスを死なせないため、テティスはスキューロス島の王であるリュコメーデースに頼み、アキレウスを匿い、ギリシア軍が彼を見いだせないように秘匿することを依頼する   。
リュコメーデースは預かった9歳のアキレウスに少女の衣服を着せ、王宮の後宮にあって彼を娘の王女たちのあいだに隠した。アキレウスはリュコメーデースの王女たちと共に少女として育ち、王宮ではピュラーと云う女性名で呼ばれた。また彼は、イッサ（Issa）、あるいはケルキュセラー（Kerkysera）と云う名で呼ばれたともされる 。
しかしトロイア戦争においてギリシア軍は苦戦し、アキレウスの参戦が望まれた。オデュッセウスは、彼がリュコメーデースの王宮に乙女に扮して隠れていることをつきとめ、策を講じてアキレウスの正体を顕した。アキレウスは王女デーイダメイアと男女の関係になっており、一子ピュロスをもうけていたが、トロイア戦争に参戦した。ピュロスは後にネオプトレモスと呼ばれるようになる 。

### 晩年のテーセウスを迎える
アテーナイ王テーセウスは晩年に至ってなお、10歳のヘレネーを略奪したり、冥府におりて囚われるなど冒険を続けた。冥府からはヘーラクレースによって助けられ、再び地上に帰還できたが、不在のあいだにヘレネーの兄弟ディオスクーロイが妹を奪還せんとアテーナイに侵攻し、メネステウスを王位につけた。
テーセウスは、メネステウス一派による、あるいは以前に殺害したパラースの息子たち一派による叛乱のため、アテーナイより遁れ、親族のリュコメーデースに庇護を求めた。リュコメーデースはこれを受け入れるが、テーセウスが自国の民や臣下の人気を獲得し、彼の王座を奪うことを畏れてテーセウスを害した。テーセウスに友誼を示しつつ、彼を誘って崖の頂きまで行き、そこよりテーセウスを突き落として殺したとされる  。アポロドーロスは、崖とは述べず、深い穴に突き落として殺害したと記している。また別の説では、テーセウスは殺されたのではなく、食後の散歩の途中、誤って崖から落ちて死んだともされる。